# Live Earth Washington
Il Concerto Live Earth di Washington ha avuto luogo il 7 luglio 2007 nel National Mall della capitale statunitense, sponsorizzato dal National Museum of the American Indian.

## Ordine delle esibizioni
- Blues Nation
- Garth Brooks
- Billy Talent
- Iyanka Cooray con Hasula Prematilake
- Kim Richey
- Native Roots
- Yarina
- Trisha Yearwood

Presentatori:
- Al Gore

## Copertura mediatica
Il concerto è stato diffuso via internet in tutto il mondo da MSN.